# Prorastomidae
Prorastomidae — вимерла родина водних ссавців родини Сиренові (Sirenia), що є родичами сучасним дюгоням та ламантинам . На відміну від сучасних сиренових, представники родини були пристосовані до життя і на воді і на суші. Родина існувала в еоцені, 40 млн років тому. Скам'янілі рештки знайдені на острові Ямайка.

## Класифікація
У родині відомо два роди:
- Pezosiren
- Prorastomus